# Der Faust
Der Faust (puni naziv: Deutsche Theaterpreis Der Faust) najviša je njemačka godišnja kazališna nagrada. Dodjeljuje se od 2006. godine od strane zajednice kazališta i opernih kuća Deutscher Bühnenverein, Zemaljske kulturne zaklade i Njemačke akademije dramskih umjetnosti. Nagradu je dizajnirao austrijski umjetnik Erich Wonder.
Dodjeljuje se u sljedećim kategorijama:
- Najbolja režija predstave
- Najbolji kazališni glumac/glumica
- Najbolja režija mjuzikla
- Najbolji glumac/glumica u mjuziklu
- Najbolji koreograf
- Najbolji plesač
- Najbolji ravnatelj dječjeg kazališta ili kazališta mladih
- Najbolji scenograf
- Najbolji kostimograf
- Nagrada za životno djelo

## Vanjske poveznice
- Službene stranice nagrade  Arhivirana inačica izvorne stranice od 25. listopada 2017. (Wayback Machine) pri Deutscher Bühnenverein (njem.)